# 이의형
이의형(1998년 3월 3일 ~ )는 대한민국의 축구 선수로, 포지션은 공격수이다. 현재 K리그2 부천 FC 1995 소속이다.